# Colonne Panhaus
La colonne Panhaus  est une colonne érigée dans les Hautes Fagnes dans la commune de Jalhay, à l'est de la province de Liège en Belgique. Ce monument historique est classé depuis 1991.

## Situation
Cette colonne se situe à une centaine de mètres à l'ouest de la route nationale 68 entre le lieu-dit Belle-Croix (au nord) et la Baraque Michel (au sud-est). Elle se trouve sur l'ancienne voie qui reliait la ville de Limbourg à Sourbrodt et devait faire office de repère surtout en cas d'enneigement.

## Historique
La colonne Panhaus a été dressée en 1566 par Pierre Panhaus de Limbourg, marchand à Anvers. Les familles Hauptmann et Panhaus sont aussi à l'origine de la colonne Hauptmann et du Boultè, érigés dans la région proche.

## Description
Cette colonne cylindrique brisée haute d'environ 3 m est sertie par des barres de fer sur un large socle cubique de pierre calcaire portant sur deux faces les inscriptions (devenues presque illisibles) suivantes : LYMBOURG SEIGNEUR MONTRE-MOI TES VOIES ET M'ENSEIGNE TES SENTIERS PS 24 et AU NOM DE DIEU POUR LE COMMUN BIEN ET ADRESSE DES PASSANTS ME FIT ICY METTRE PIERRE PANHAUSZ NATIF DE LYMBORGH MARCHAND D'ANVERS ANNO 1566.